# Kristin Graabak
Kristin Graabak (1991) è un'ex sciatrice alpina norvegese.

## Biografia
Attiva in gare FIS dal novembre del 2006, in Coppa Europa la Graabak disputò una sola gara, lo slalom gigante del 3 dicembre 2010 a Kvitfjell che non completò. Si ritirò durante la stagione 2011-2012 e la sua ultima gara fu uno slalom speciale FIS disputato a Oppdal il 4 gennaio, chiuso dalla Graabak al 4º posto; in carriera non debuttò in Coppa del Mondo né prese parte a rassegne olimpiche o iridate.

## Palmarès

### Campionati norvegesi
- 1 medaglia:
  - 1 bronzo (supercombinata nel 2011)